# Temnora kaguru
Temnora kaguru là một loài bướm đêm thuộc họ Sphingidae. Loài này có ở Tanzania.
Sải cánh khoảng 37–45 mm. Nó rất giống loài Temnora burdoni, but the ground colour of the upperside of the body và wings are a little darker brown red. 